# Mahdi al-Arabi
Mahdi al-Arabi (Al-Arabi al-Mahdi, Mahdi Al-Araby), est un Général de brigade des Forces armées libyennes fidèles à Mouammar Kadhafi.
Il est le chef de cabinet adjoint de l'État major de l'armée libyenne. Il participe à la Guerre civile libyenne du côté des loyalistes et il commande la Brigade Munawaba pro-kadhafiste à Zawiyah.
Les rebelles affirment l'avoir capturé lors de la troisième bataille de Zaouïa . Une vidéo circulant sur YouTube montrerait Arabi en détention le 11 septembre.